# Odprto prvenstvo Avstralije 1994
Odprto prvenstvo Avstralije 1994 je teniški turnir, ki je potekal med 17. in 30. januarjem 1994 v Melbournu.

## Moški posamično
Pete Sampras :  Todd Martin 7–6(7–4), 6–4, 6–4

## Ženske posamično
Steffi Graf :  Arantxa Sánchez Vicario 6–0, 6–2

## Moške dvojice
Jacco Eltingh /  Paul Haarhuis :  Byron Black /  Jonathan Stark 6–7(3–7), 6–3, 6–4, 6–3

## Ženske dvojice
Gigi Fernández /  Natalija Zverjeva :  Patty Fendick /  Meredith McGrath 6–3, 4–6, 6–4

## Mešane dvojice
Larisa Neiland /  Andrej Olhovski :  Helena Suková /  Todd Woodbridge 7–5, 6–7(0–7), 6–2